# NGC 7726
NGC 7726 (również PGC 72024 lub UGC 12721) – galaktyka spiralna z poprzeczką (SB(s)b), znajdująca się w gwiazdozbiorze Pegaza. Odkrył ją Lewis A. Swift 8 sierpnia 1886 roku.
Identyfikacja obiektu NGC 7726 nie jest pewna.